# Визни режим Црне Горе
Визни режим Црне Горе представља политику државе у погледу захтева за улазак странаца на њену територију. Визни режим се одређује Законом о странцима, Уредбом о визном режиму и ратификованим билатералним споразумима. Странци којима је потребна виза за Црну Гору исту прибављају у дипломатско-конзуларним представништвима Црне Горе у свету, а у складу са међудржавним споразумима у државама где Црна Гора није заступљена у представништвима Бугарске, Србије и Хрватске.
Током процеса придруживања очекује се да Црна Гора усклади свој визни режим са визном политиком Европске уније. Држављанима следећих држава још увек је потребна виза за посету Црној Гори иако се налазе на списку земаља чијим држављанима није потребна виза за посету Шенгенској зони: Грузија, Кирибати, Маршалска Острва, Микронезија, Палау, Соломонова Острва, Тонга и Тувалу. С друге стране Црна Гора је успоставила безвизни режим са додатним државама: Азербејџан, Белорусија, Еквадор, Катар, Куба, Кувајт, Русија и Турска. Црна Гора такође редовно у току летње туристичке сезоне уводи привремени безвизни режим за држављане Грузије, Јерменије и Казахстана.

## Безвизни режим
У погледу краћег боравка странаца у Црној Гори држављани 93 државе и територије нису у обавези да претходно прибаве визу и у Црну Гору могу ући само на основу важећег пасоша. Такође држављанима одређених држава омогућено је да у Црну Гору уђу само са важећом личном картом. Свим странцима који поседују важећу визу или су резиденти неке од држава Европске уније и свих држава Шенгенског уговора као и САД омогућен је улазак и боравак до 30 дана без одвојеног прибављања визе коју издају државни органи Црне Горе. Резиденти Уједињених Арапских Емирата нису у обавези да прибаве визу за боравак до 10 дана.
Носиоци обичних пасоша следећих држава и територија нису у обавези да прибаве визу за Црну Гору за боравак до 90 дана (ако другачије није напоменуто):
| - Сви држављани ЕУ 1 3 - Албанија 1 - Андора - Антигва и Барбуда - Аргентина - Аустралија 3 - Азербејџан - Бахами - Барбадос - Белорусија 2 4 - Босна и Херцеговина 1 - Бразил - Брунеј - Вануату - Ватикан - Венецуела - Гватемала - Гренада - Доминика - Еквадор 2 - Ел Салвадор - Израел - Исланд 3 - Источни Тимор - Јапан 3 - Јужна Кореја - Канада 3 - Катар - Казахстан 2 - Колумбија - Костарика - Куба 2 - Кувајт - Лихтенштајн 1 | - Макао - Македонија 1 - Малезија - Маурицијус - Мексико - Молдавија - Монако 1 - Никарагва - Нови Зеланд 3 - Норвешка 3 - Панама - Парагвај - Перу 2 - Русија 2 - Самоа - Сан Марино 1 - Света Луција - Свети Винсент и Гренадини - Свети Китс и Невис - Сејшели - Сингапур - Сједињене Америчке Државе 3 - Србија 1 - Република Кина - Тринидад и Тобаго - Турска - Уједињени Арапски Емирати - Украјина - Уругвај - Хонг Конг - Хондурас - Чиле - Швајцарска 3 |

Виза није потребна ни за пасоше које издају Малтешки витешки ред (Суверени војни болнички ред Светог Јована Јерусалимског од Родоса и од Малте) и тзв. Република Косово.
Напомене
1. ^  Могу да користе личну карту за улазак на територију Црне Горе.
2. ^  30 дана.
3. ^  Виза није потребна ни за носиоце избегличких путних докумената.
4. ^  Виза није потребна али је неопходан ваучер или оверено позивно писмо.

Носиоцима дипломатских и службених пасоша али не и носиоцима обичних пасоша следећих држава није потребна виза приликом уласка на територију Црне Горе: Азербејџан, Вијетнам, Гвинеја, Грузија, Индонезија, Иран, Јерменија, Казахстан, Кина, Киргистан, Мароко, Монголија, Пакистан, Северна Кореја, Тајланд и Таџикистан као ни носиоцима искључиво дипломатских пасоша Египта и Зимбабвеа.

## Реципроцитет
Држављани Црне Горе имају реципрочни третман у погледу виза за већину држава чијим држављанима није потребна виза за Црну Гору осим следећих држава — Антигва и Барбуда, Аустралија, Азербејџан, Барбадос, Бахами, Брунеј, Венецуела, Гватемала, Гренада, Ел Салвадор, Ирска, Јапан, Канада, Катар, Колумбија, Кувајт, Малезија, Маурицијус, Мексико, Нови Зеланд, Никарагва, Парагвај, Свети Китс и Невис, Сједињене Америчке Државе, Тајван, Уједињени Арапски Емирати, Уједињено Краљевство, Уругвај и Хондурас.